# إيري كيساكي
إيري كيساكي (باليابانية: 妃英理) شخصية من شخصيات الأنمي والمانغا اليابانية المحقق كونان من تأليف غوشو أوياما. هي محامية دفاع بارعة . تعرف بكونها والدة ران موري وزوجة كوغورو موري المنفصلة، حيث تساعده أحيانًا في تحقيقاته رغم استيائها من عاداته السيئة.

## الخلفية والعلاقة مع كوغورو موري
تزوجت إيري من كوغورو بعد صداقة طويلة، لكنهما انفصلا قبل عشر سنوات. لم يكن السبب الحقيقي هو حادثة إطلاق كوغورو النار على ساقها لإنقاذها، بل توترت العلاقة لاحقًا بسبب موقف بسيط أدى إلى انفصالهما. رغم الانفصال، لا تزال تحتفظ بخاتم الزواج، مما يعكس ارتباطها العاطفي المستمر به.

## المسيرة المهنية والشخصية
بعد الانفصال، ركزت على مسيرتها القانونية، لتصبح محامية مرموقة تعرف بذكائها ودقتها. تمتلك مبادئ صارمة وترفض الدفاع عن المشبوهين إلا إذا وجدت سببًا يستدعي التحقق من براءتهم.
خلال دراستها، نافست يوكيكو كودو في مسابقة جمال، لكنهما تعادلتا بسبب سوء فهم كوغورو للتصويت. تعرف بجاذبيتها، لكنها ترفض المعجبين بسبب مشاعرها المستمرة تجاه كوغورو، رغم محاولاتها إظهار التجاهل.

## الشخصية والمظهر
تتميز إيري بـ:
- شعر بني طويل وبنية رشيقة.
- أناقة دائمة في مظهرها وملابسها.
- تمتلك قطة تدعى "غورو" وسكرتيرة مقربة تدعى ميدوري كورياما.